# 新潟県道138号栃尾田井線
新潟県道138号栃尾田井線（にいがたけんどう138ごう とちおたいせん）は、新潟県長岡市（栃尾地域）から同県見附市に至る一般県道である。

## 概要

### 路線データ
- 起点（旧道）：新潟県長岡市栃尾表町（新潟県道9号長岡栃尾巻線交点）
- 起点（バイパス）：新潟県長岡市栄町3丁目（新潟県道19号見附栃尾線交点）
- 終点：新潟県見附市鹿熊町字大場151番1[1]（新潟県道126号長岡見附線交点）

## 歴史
- 2002年（平成14年）3月25日 - 栃尾トンネル開通[2]。
- 2010年（平成22年）11月10日 - 田井バイパス開通[3]。

## 路線状況

### バイパス
- 田井バイパス
- 栃尾トンネル

### 道路施設
- 栃尾トンネル（長岡市栄町3丁目（起点） - 栃尾トンネル（1995年3月着工[4]、1999年7月貫通[5]、2002年3月開通[2]） - 長岡市小貫）

## 地理

### 通過する自治体
- 新潟県
  - 長岡市（栃尾地域） - 見附市 - 長岡市 - 見附市

### 交差する道路
- 新潟県道19号見附栃尾線（起点：長岡市栄町3丁目）
- 新潟県道8号長岡見附三条線（田井交差点）
- 新潟県道126号長岡見附線（終点：見附市鹿熊町字大場）

### 峠
- 桑探峠（くわさがしとうげ）

### 周辺
- 長岡警察署栃尾幹部交番（旧・栃尾警察署）
- 新潟県厚生農業協同組合連合会 栃尾郷診療所
- 長岡市栃尾消防署
- 長岡市役所栃尾支所
- 新潟県立栃尾高等学校
- 長岡市立秋葉中学校
- 長岡市立栃尾東小学校
- 長岡市立栃尾南小学校
- 見附市立田井小学校
- 見附市立新組小学校
- 新潟県中越福祉事務組合
  - まごころ学園（知的障がい児施設）
  - まごころ寮（知的障がい者更生施設）
- 第四北越銀行栃尾中央支店
- 第四北越銀行栃尾支店
- 長岡信用金庫栃尾支店
- JA越後ながおか栃尾支店
- 栃尾郵便局
- 鈴倉インダストリー原町工場
- 栃尾ショッピングモールトッピィ
- コメリホームセンター栃尾店
- 原信栃尾店
- ウエルシア薬局新潟栃尾店
- ドラッグファンズ栃尾店
- 見附センタ栃尾店（スーパーマーケット）
- 長岡市栃尾体育館
- 刈谷田川